# A Plague Tale: Requiem
A Plague Tale: Requiem — компьютерная игра в жанре action-adventure с элементами стелса, разработанная Asobo Studio и изданная Focus Entertainment. Является продолжением игры A Plague Tale: Innocence, в которой рассказывается история брата и сестры, Амиции и Гуго де Рун, которые ищут лекарство от болезни крови Гуго на юге Франции, спасаясь от солдат инквизиции и орд крыс, распространяющих чёрную чуму. Релиз игры состоялся 18 октября 2022 года для Windows, PlayStation 5 и Xbox Series X/S.

## Игровой процесс
A Plague Tale: Requiem — приключенческая игра от третьего лица. Игрок берёт на роль девушки по имени Амиция, которая должна противостоять как солдатам французской инквизиции, так и ордам крыс, распространяющих чёрную чуму. Игровой процесс во многом схож с первой частью игры, однако боевая система была значительно усовершенствована. Амиция вооружена ножом для нанесения колющих ударов врагам, пращой, с помощью которой можно метать камни, и арбалетом, который позволяет ей легко побеждать бронированных противников. Арбалетные стрелы, метательные горшки и камни можно комбинировать с алхимическими смесями. Также в игре появилась смола, которая увеличивает радиус действия источника света и может быть использована для поджигания врагов.
Локации в игре стали больше, что позволяет игрокам получить дополнительные варианты развития игрового процесса. В отличие от предыдущей игры, Амиция не умрёт после того, как её один раз ударили враги. Она может вернуться в режим скрытности после того, как её обнаружили враги, и парировать их атаки, если она подойдёт к ним слишком близко. Брат Амиции, Гуго, обладает способностью «Эхо», которая позволяет обнаружить местонахождение врагов сквозь стены, также он может управлять ордами крыс, чтобы победить врагов. Как и в первой части, крысы, не переносящие света, играют огромную роль в игровом процессе. Амиция и Гуго должны оставаться на свету, иначе их съедят крысы. Амиция может использовать крыс для своих целей, управляя ими для решения головоломок или даже приманивая их для убийства врагов.
В игре также есть система развития персонажа, в которой игрок получает дополнительные навыки и способности. Стелс-игроки откроют навыки, которые позволят им более эффективно передвигаться скрытно, в то время как любители более смертоносного стиля боя откроют дополнительные боевые навыки. Снаряжение игрока также можно модернизировать на верстаках.

## Сюжет

### Предпосылка
Спустя шесть месяцев после событий первой части игры брат и сестра Амиция и Гуго де Рун отправляются на юг Франции в поисках острова, на котором можно найти лекарство от загадочной болезни крови Гуго. Гуго часто бывает подавлен своими новыми силами, в то время как Амиция вынуждена бороться с эмоциональными переживаниями, связанными с убийством врагов и другими поступками, совершаемыми для защиты себя и своего брата.

### Основной сюжет
Амиция, Гуго, Беатрис и Лука покидают свою охваченную чумой и раздираемую войной родную провинцию Гиень и направляются в Прованс, где организация алхимиков под названием «Орден» пообещала предоставить убежище семье де Рун. Группа достигает «Красного города», название которого не упоминается, однако весьма похожего на город Арль своей достопримечательностью в виде римской арены. Здесь герои находят местного представителя «Ордена», магистра Водена. Однако Макула Гуго снова начинает разгораться, и Амиция и Лука быстро обнаруживают, что крысы и чума распространились и на Прованс. Попытки Беатрис и Водена вылечить Гуго только усугубляют его состояние. Видя, что ситуация в Провансе ухудшается, Воден организует отплытие группы на лодке в штаб-квартиру «Ордена» в Марселе, но город внезапно подвергается нападению огромного роя крыс, который оставляет весь город в руинах. Воден в хаосе гибнет, а семья де Рун и Лука едва спасаются.
Скептически относясь к мотивам «Ордена» и не желая видеть Гуго снова запертым в качестве подопытного, Амиция решает расстаться с Беатрис и Лукой. Вместо этого она решает попытаться найти остров, который Гуго постоянно видит во сне, надеясь, что это может привести к излечению от Макулы. По пути их преследуют войска, а также наёмники-изгои во главе с опальным рыцарем Арно. Арно спасает Амицию от стаи крыс и, видя, что Гуго может управлять крысами, предлагает организовать транспорт до острова Колыбели в Средиземном море, который видел в своих снах Гуго. Они задействуют его подругу-контрабандистку Софию для доставки их на остров.
По прибытии на остров Колыбели Амиция и Гуго обнаруживают, что жители поклоняются языческому божеству по имени Чадо Угля. Арно раскрывает свои истинные мотивы, когда пытается заставить Гуго призвать крыс для нападения на Виктора, графа Прованса. Возмущённая, Амиция мешает планам Арно, что приводит к его аресту. Виктор и его жена Эмилия выражают благодарность Амиции и принимают её и Гуго в качестве своих гостей. Амиция и Гуго вместе с Софией отправляются исследовать остров в поисках улик. Им удаётся проникнуть на ритуал, проводимый Виктором и Эмилией, на котором они обнаруживают, что они возглавляют культ, который неосознанно поклоняется предыдущему носителю Макулы. Углубившись в древний храм «Ордена», они разочарованы тем, что не нашли лекарства, но находят подсказки о Чаде Угля, Басилиосе, и его защитнице Элии. Хотя судьба Басилиоса неизвестна, в записях говорится, что Элия была заключена в тюрьму после восстания против «Ордена».
Трио направилось в часовню, где держали Элию. Они находят его занятым культом работорговцев, которые поклоняются Чаду Угля и приносят ему кровавые жертвы. Гуго возмущён этим и призывает крыс убить всех работорговцев, в то время как Амиция находит сообщение, оставленное Элией, в котором говорится, куда увезли Басилиоса. Они находят огромный подземный храм, где, к своему ужасу, обнаруживают, что Басилиос был заперт в тюрьме «Орденом» в тщетной попытке сдержать Макулу, когда она перешагнула последний порог. Без Элии, которая могла управлять своими эмоциями, Басилиос поддался Макуле и развязал Юстинианову чуму. Затем Амиция понимает, что Макула показала Гуго сон, пытаясь заманить его в ловушку, и они бегут из храма, который рушится от орды крыс. Пока София готовит корабль, Амиция и Гуго возвращаются в замок Виктора, осаждённый крысами, и воссоединяются с Беатрис и Лукой. Амиция считает, что пока они будут поддерживать Гуго и сдерживать его эмоции, Макула будет оставаться в спящем состоянии.
Но неожиданно Виктор вступает в схватку с Амицией, намереваясь забрать Гуго, поскольку Эмилия убеждена, что он — Чадо Угля. Амиция и Лука попадают в плен, а Беатрис убита во время ритуального жертвоприношения. Гуго становится свидетелем смерти Беатрис и в гневе вызывает стаю крыс, которые пожирают Эмилию и солдат Виктора. После этого они бегут в гавань, по пути спасая Арно, а затем уплывают на корабле Софии. Виктор, все ещё намереваясь забрать Гуго, преследует их на своём корабле. Виктор захватывает Гуго, в то время как остальные члены группы вынуждены прыгнуть за борт. На берегу Виктор противостоит Амиции и Арно. Арно жертвует собой, чтобы дать Амиции возможность убить Виктора, однако они не успевают помешать Гуго, который считает Амицию мёртвой, сдаться Макуле. Тёмное облако, называемое Небулой, закрывает солнце и позволяет крысам беспрепятственно распространяться, разрушая Марсель. Группа направляется в город, а Амиция углубляется в центр Небулы, где Гуго говорит ей, что теперь, когда он полностью слился с Макулой, единственный способ остановить крыс — убить его. Если Амиция откажется это сделать, Гуго будет убит Лукой.
Спустя год Амиция готовится отправиться в путешествие, чтобы найти следующего носителя и защитника Макулы, чтобы она могла помочь им. Перед отъездом она наносит визит на могилу Гуго.
В сцене после титров ребёнок в настоящем времени находится на аппарате искусственной вентиляции лёгких, а на его коже видны следы Макулы.

## Разработка
Игра разработана французской компанией Asobo Studio. Как и в первой части, действие игры происходит в средневековой Франции XIV века. Чтобы обеспечить историческую достоверность локаций, команда сотрудничала с Роксаной Чила, доктором по средневековой истории, и использовала Википедию и другие специализированные сайты для получения дополнительной информации. Кроме того, разработчики черпали вдохновение из личного опыта некоторых сотрудников студии. Команда уже на раннем этапе разработки решила, что игра будет иметь другую цветовую гамму по сравнению со своей предшественницей. В результате сеттинг игры был перенесён из мрачной, разорённой войной Аквитании в Прованс, который является более красочным и ярким. По словам ведущего сценариста Себастьена Ренара, это позволило создать «более резкий контраст между суровой реальностью средневекового сеттинга, в котором происходят ужасные события, и красивыми, порой малоизученными окрестностями». Чтобы обеспечить дополнительные возможности для решения головоломок, в игре появилось несколько новых локаций, таких как гавани и рынки. Благодаря переходу на приставки нового поколения игра смогла одновременно визуализировать более 300 000 крыс.
A Plague Tale: Requiem была анонсирована студией Asobo Studio и издателем Focus Entertainment во время пресс-конференции Microsoft на выставке E3 2021. Игра претендовала на премию Tribeca Games и была включена в официальный отборочный список. Релиз игры состоялся 18 октября 2022 года для Windows, PlayStation 5 и Xbox Series X/S. В тот же день была выпущена облачная версия игры для Nintendo Switch.

## Отзывы критиков
| Сводный рейтинг       | Сводный рейтинг                        |
| Агрегатор             | Оценка                                 |
| --------------------- | -------------------------------------- |
| Metacritic            | (PC) 82/100 (PS5) 82/100 (XBXS) 85/100 |
| OpenCritic            | 83/100                                 |
| «Критиканство»        | 80/100                                 |
| Иноязычные издания    |                                        |
| Издание               | Оценка                                 |
| Destructoid           | 8/10                                   |
| Edge                  | 6/10                                   |
| EGM                   | [ 16 ]                                 |
| Game Informer         | 8/10                                   |
| GameSpot              | 7/10                                   |
| GamesRadar+           | [ 19 ]                                 |
| Hardcore Gamer        | 4,5/5                                  |
| IGN                   | 8/10                                   |
| Jeuxvideo.com         | 18/20                                  |
| NME                   | [ 23 ]                                 |
| PC Gamer (US)         | 85/100                                 |
| Push Square           | [ 25 ]                                 |
| The Guardian          | [ 26 ]                                 |
| VG247                 | [ 27 ]                                 |
| VideoGamer            | 9/10                                   |
| Video Games Chronicle | [ 29 ]                                 |
| Русскоязычные издания |                                        |
| Издание               | Оценка                                 |
| 3DNews                | 8/10                                   |
| GameMAG.ru            | 9/10                                   |
| PlayGround.ru         | 8,5/10                                 |
| Riot Pixels           | 75/100                                 |
| StopGame.ru           | Похвально                              |
| «Игромания»           | [ 35 ]                                 |
| «Игры Mail.ru»        | 8,5/10                                 |

A Plague Tale: Requiem получила «в целом благоприятные» отзывы после выхода, согласно агрегатору рецензий Metacritic. По итогам года игра заняла 1-е место в номинации «Нарратив года» издания «Игромания».

### Продажи
A Plague Tale: Requiem стала пятой самой продаваемой компьютерной игрой в Великобритании в первую неделю после релиза. 4 ноября 2022 года Focus Entertainment объявила, что игра была продана тиражом более 1 миллиона копий. Осенью 2023 года издатель Focus Entertainment сообщил, что количество поигравших в игру составляет 3 миллиона человек.

### Награды и номинации
| Год  | Награда                | Категория                                                       | Результат | Ист.   |
| ---- | ---------------------- | --------------------------------------------------------------- | --------- | ------ |
| 2022 | Golden Joystick Awards | Лучший визуальный дизайн                                        | Номинация | [ 41 ] |
| 2022 | The Game Awards 2022   | Игра года                                                       | Номинация | [ 42 ] |
| 2022 | The Game Awards 2022   | Лучшее игровое повествование                                    | Номинация | [ 42 ] |
| 2022 | The Game Awards 2022   | Лучший саундтрек                                                | Номинация | [ 42 ] |
| 2022 | The Game Awards 2022   | Лучшая актёрская игра (Шарлотта Макбёрни за роль Амиции де Рун) | Номинация | [ 42 ] |
| 2022 | The Game Awards 2022   | Лучшая приключенческая экшн-игра                                | Номинация | [ 42 ] |
| 2023 | NAVGTR Awards          | Игра года                                                       | Номинация | [ 43 ] |
| 2023 | NAVGTR Awards          | Выдающееся художественное оформление в историческом периоде     | Номинация | [ 43 ] |
| 2023 | NAVGTR Awards          | Выдающая операторская работа                                    | Номинация | [ 43 ] |
| 2023 | NAVGTR Awards          | Выдающееся приключение по старой франшизе                       | Победа    | [ 44 ] |
| 2023 | NAVGTR Awards          | Выдающийся драматический саундтрек в игре по старой франшизе    | Победа    | [ 44 ] |
| 2023 | D.I.C.E. Awards        | Выдающееся достижение в области технологий                      | Номинация | [ 45 ] |
| 2023 | D.I.C.E. Awards        | Выдающееся достижение в звуковом дизайне                        | Номинация | [ 45 ] |
| 2023 | D.I.C.E. Awards        | Выдающееся достижение в оригинальном саундтреке                 | Номинация | [ 45 ] |
| 2023 | BAFTA                  | Лучшее художественное исполнение                                | Номинация | [ 46 ] |
| 2023 | BAFTA                  | Лучший звук                                                     | Номинация | [ 46 ] |
| 2023 | BAFTA                  | Лучшая музыка                                                   | Номинация | [ 46 ] |
| 2023 | BAFTA                  | Лучшее повествование                                            | Номинация | [ 46 ] |
| 2023 | BAFTA                  | Лучшая роль (Шарлотта Макбёрни за роль Амиции де Рун)           | Номинация | [ 46 ] |
| 2023 | Webby Awards           | Лучшее музыкальное/звуковое оформление (Webby Winner)           | Победа    | [ 47 ] |
| 2023 | Webby Awards           | Лучшее музыкальное/звуковое оформление (People’s Voice Winner)  | Победа    | [ 47 ] |